# IX Korpus
Il IX Korpus (in sloveno: 9. korpus NOVJ; in serbo-croato: Deveti slovenački korpus NOVJ) è stata una grande unità dell'Esercito Popolare di Liberazione della Jugoslavia (EPLJ) nel corso della seconda guerra mondiale.
Costituito con alcune brigate partigiane slovene nel dicembre 1943, prese parte ai violenti combattimenti finali contro le forze tedesche e della RSI nel litorale (a quel tempo italiano) e nel Friuli orientale.

## Storia
Fondato a dicembre del 1943 riunendo una serie di brigate precedentemente operanti in modo indipendente, il IX Korpus giocò un ruolo fondamentale per la liberazione del Litorale sloveno, precedentemente parte del Litorale austriaco, dall'occupazione nazifascista. Tale regione storica era stata annessa in massima parte al Regno d'Italia col trattato di Rapallo (1920) venendo denominato - assieme ad altre terre parimenti annesse - Venezia Giulia, ed entrò a far parte ufficialmente della Jugoslavia col trattato di pace dell'Italia (1947). Dal 10 settembre del 1943, con l'istituzione dell'Adriatisches Küstenland, era stata occupata militarmente dai tedeschi, che imposero subito anche la propria amministrazione civile come premessa per la realizzazione di un possibile futuro progetto annessionistico.

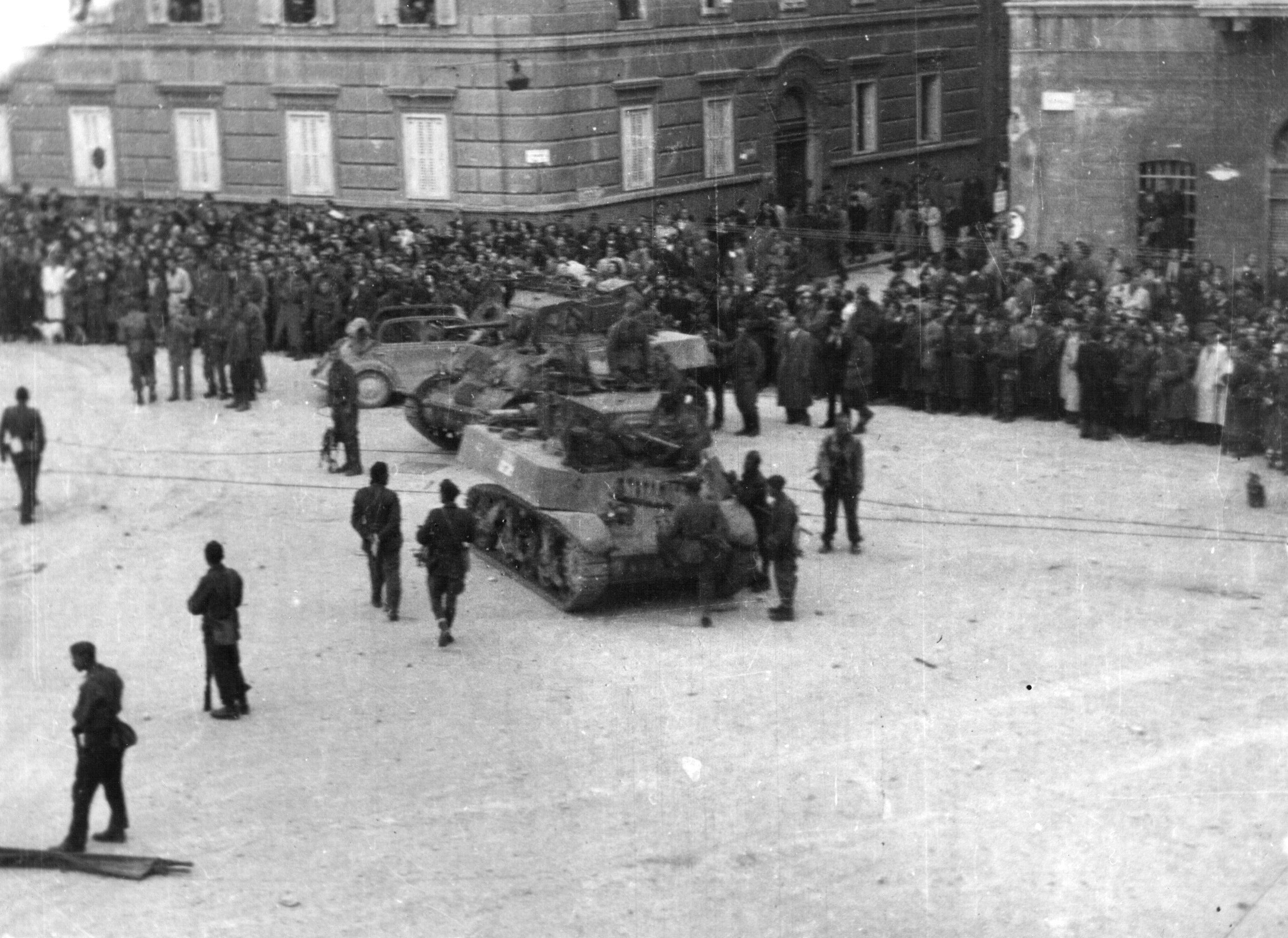
I reparti della 4ª Armata del NOVJ, tra cui il IX Korpus, entrano a Trieste il 1. maggio 1945.

Nei giorni immediatamente successivi all'8 settembre, in seguito al crollo del potere politico e militare italiano, e prima che i tedeschi assumessero effettivamente il controllo del territorio, la regione fu attraversata da un ampio moto insurrezionale, e il 16 settembre il plenum supremo del Fronte di Liberazione del Popolo Sloveno emanò un proclama di annessione del Litorale alla Slovenia unita, comprendente tutte le terre ad est dell'Isonzo con Gorizia e Trieste. Con l'inizio dell'occupazione tedesca vera e propria, le unità partigiane (che avevano sporadicamente operato nella zona fin dall'invasione italiana della Jugoslavia nel 1941) ripresero l'attività di guerriglia e nel dicembre del '43 vennero inquadrate a formare il IX Korpus. Nel corso dell'offensiva finale degli Alleati contro le forze dell'Asse, Gorizia e Trieste vennero occupate militarmente dal IX Korpus il 1º maggio 1945 - nell'intento di mettere gli Alleati di fronte al fatto compiuto - mentre nell'immediata periferia i combattimenti tra le unità jugoslave e quelle tedesche si protrassero fino al 3 maggio (battaglia di Opicina). Il 12 giugno, in seguito agli accordi tra Tito e Alexander, Trieste e Gorizia passarono sotto il controllo militare angloamericano.
Unità del IX Korpus operarono anche nella parte orientale del Friuli denominata Slavia Veneta (parimenti ritenuta formalmente annessa alla Slovenia nel 1943), ove combattevano contemporaneamente sia i reparti partigiani legati al PCI delle Brigate Garibaldi, sia le Brigate Osoppo, di ispirazione prevalentemente cattolica, liberale, monarchica e azionista. In tale zona il IX Korpus pretese di avere il comando unico di tutte le operazioni militari, giungendo quindi ad inglobare al proprio interno a partire dal dicembre 1944 anche la Divisione Garibaldi Natisone ed entrando invece in fortissimo contrasto con i reparti osovani. Le visioni opposte fra le forze presenti sul campo relativamente al destino di quelle terre causarono una serie di incidenti, fra i quali il più noto fu l'eccidio di Porzûs.
Il IX Korpus operò agli ordini dei generali Lado Ambrožič "Novljan" (22.12.1943 - 30.8.1944), Stane Potočar "Lazar" (30.8.1944 - 5.1.1945) e Jože Borštnar (5.1.1945 - 8.5.1945).
Nel 1997 fu insignito della massima onorificenza slovena, l'Ordine d'Oro della Libertà.
Nel corso della seconda guerra mondiale il IX Korpus comprese i seguenti reparti principali, contenenti alcune volte i nomi sloveni dei toponimi della Venezia Giulia:
- 30ª divizija (30ª Divisione), già 27ª divizija (27ª Divisione), precedentemente 32ª divizija (32ª Divisione) e ancora prima Goriška divizija (Divisione Gorizia):
  - 3ª slovenska narodnoosvobodilna brigada (3ª Brigata slovena di liberazione nazionale) "Simon Gregorčič"
  - 18ª slovenska narodnoosvobodilna udarna brigada (18ª Brigata slovena di liberazione nazionale d'assalto) "Bazoviška"[5]
  - 19ª slovenska narodnoosvobodilna udarna brigada Srečka Kosovela (19ª Brigata slovena di liberazione nazionale d'assalto) "Srečko Kosovel"
  - 20ª tržaška udarna brigada Garibaldi (20a Brigata Triestina d'assalto) "Garibaldi"[6] Via intitolata al IX Corpo d'armata a Pirano, Slovenia

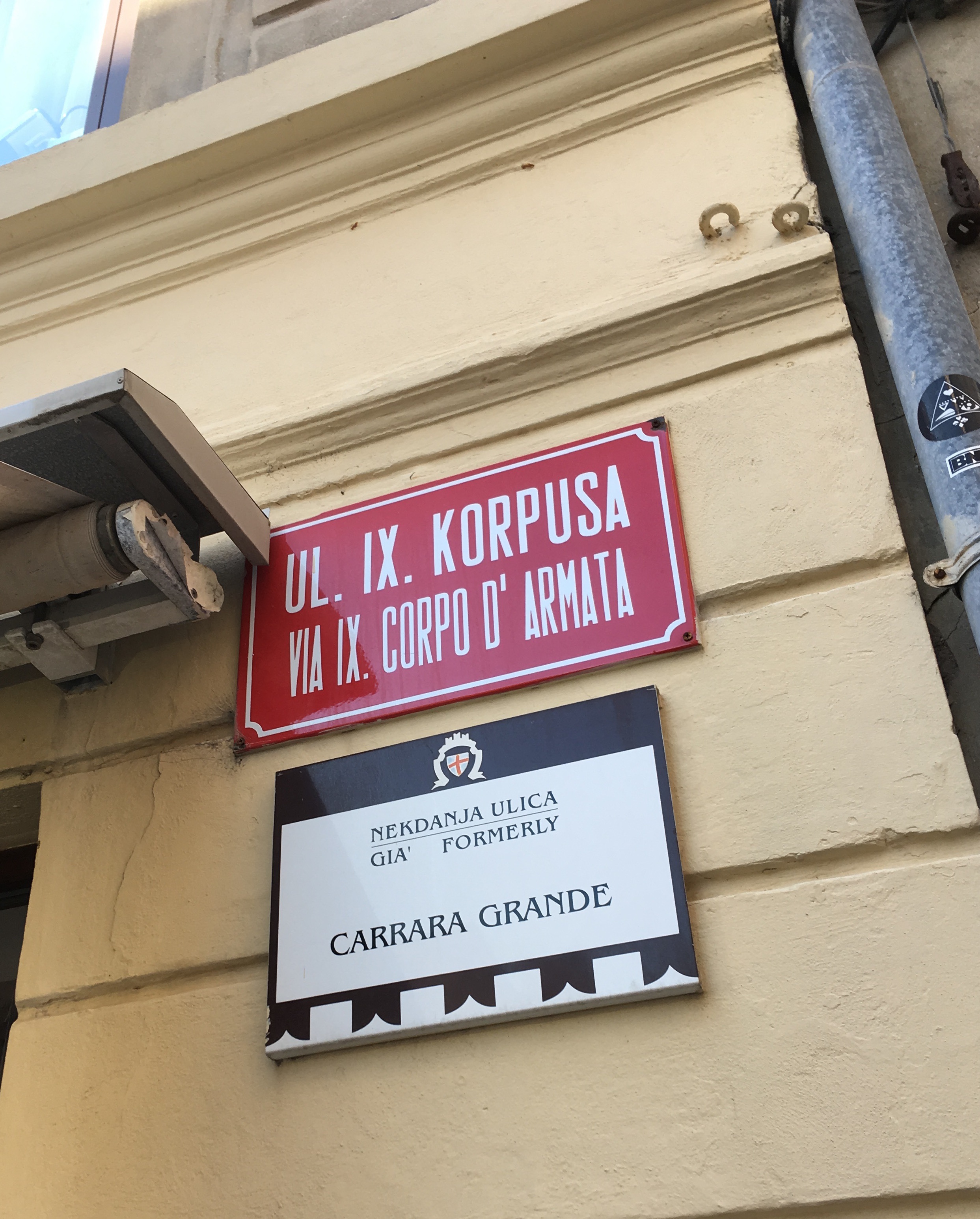
Via intitolata al IX Corpo d'armata a Pirano, Slovenia

  - Inženirski bataljon (Battaglione genio)
  - Bataljon za zvezo (Battaglione trasmissioni)
  - Zaščitni bataljon (Battaglione di sicurezza)
  - Dopolnilni bataljon
  - Udarna četa
  - Topniška enota
  - Premična bolnišnica (Ospedale mobile)
- Briško-beneški odred (Distaccamento del Collio-Slavia Veneta)
- Idrijsko-tolminski odred (Distaccamento di Idria-Tolmino)
- Južnoprimorski odred (Distaccamento del Litorale meridionale)
- 31ª divizija (31ª Divisione), già 26. divizija e Triglavska divizija, su[7]
  - 3ª slovenska narodnoosvobodilna udarna brigada Ivana Gradnika (3ª brigata d'assalto slovena di liberazione nazionale "Ivan Gradnik")
  - 7ª slovenska narodnoosvobodilna udarna brigada Franceta Prešerna (7ª brigata d'assalto slovena di liberazione nazionale France Prešeren)
  - 16ª slovenska narodnoosvobodilna brigada Janka Premrla-Vojka (16ª brigata slovena di liberazione nazionale "Janko Premrl-Vojko")
  - Inženirski bataljon (Battaglione genio)
  - Bataljon za zvezo (Battaglione trasmissioni)
  - Zaščitni bataljon (Battaglione di sicurezza)
  - Premična bolnišnica (Ospedale mobile)
- Gorenjski odred
- Dolomitski odred (Distaccamento delle Dolomiti - con riferimento alle cosiddette Dolomiti slovene)
- Kokrški odred
- Jeseniško-bohinjski odred (Distaccamento di Jesenice-Bohinj)
- Škofjeloški odred (Distaccamento di Škofja Loka)
- Operativni štab za zapadno Primorsko (Comando operativo per il Litorale occidentale)
  - 1° bataljon (1o battaglione)
  - 2° bataljon (2o battaglione)
  - Beneški bataljon (Battaglione della Slavia Veneta - in sloveno Benečija)
  - Rezijski bataljon (Battaglione della Val Resia - in sloveno Rezija)
- Mornariški odred Koper (Distaccamento marittimo di Capodistria)
- 1ª divizija "Garibaldi Natisone" (Italiana) (1ª Divisione Garibaldi "Natisone"), su:
  - 156ª brigada (156ª Brigata "Bruno Buozzi")
  - 157ª brigada (157ª Brigata "Guido Picelli")
  - 158ª brigada (158ª Brigata "Antonio Gramsci")